# Lucas Fox
Lucas Fox est un batteur britannique connu pour être l'un des fondateurs des groupes Motörhead, Carl Groszman’s White Lightining, The Untouchables et Spy’s. 

## Jeunesse
Lucas Fox fait ses études au lycée français de Londres. Alors qu’il a 12 ans, il assiste à une journée de tournage du film Help ! avec les Beatles et décide qu’il sera musicien.
Sa mère était commandante dans la WAAF (Women’s Auxiliary Air Force) et a travaillé sur la base Tempsford qui envoyait des résistants et du matériel en France pendant la Seconde Guerre Mondiale.

## Carrière en tant que musicien
A partir de 1974, Lucas Fox habite Portobello Road, dans le quartier pauvre de Ladbroke Grove où de nombreux musiciens résident et se rencontrent. Quand Lemmy Kilmister est expulsé de Hawkwind en 1975, Lucas Fox vient le chercher à l'aéroport. Peu de temps après, ils fondent avec Larry Wallis le groupe Motörhead. Lucas Fox choisit alors la graphie emblématique du groupe avec le tréma sur le second « o ». 
En 1977, Lucas Fox rejoint Warsaw Pakt. 
En 1982, il est le batteur de The Spy’s, puis successivement en 1985 de The Scientist, de Civilisation Machine, et entregistre la voix de The Sisterhood pour l'album Gift. 
En 2018, il rejoint Paul Rudolph, chanteur et guitariste de Pink Fairies, et l'ancien bassiste de Hawkwind Alan Davey pour enregistrer l'album Resident Reptiles, sous le nom de groupe de Pink Fairies.

## Carrière dans la musique et le spectacle
Dans les années 80, Lucas Fox s'installe en France et devient directeur technique et directeur des programmes du Midem. 
Il devient également producteur de groupes indépendants comme A Wedding Anniversary, Ekatarina Velika, The Sisterhood, The Batmen, Paul Collins Beat ou encore Les Musiciens du Métro.
En 1989, il organise les célébrations du Bicentenaire de la Révolution Française à New York. Il orchestre à nouveau les célébrations du 14 juillet à Central Park en 1991 en produisant des artistes comme Cheb Khaled ou Mory Kante. 
En 2013, Lucas Fox a supervisé les bandes originales des films Jappeloup et Les yeux fermés. 
En 2005, il est directeur de production du concert de Jean-Michel Jarre à Gdansk pour les 25 ans de Solidarnosc et participe à la réalisation de l’événement télévisé organisé pour le bicentenaire de la naissance de Hans Christian Andersen à Copenhague.

## Albums
- Warsaw Pakt – Needle Time (1977)
- Motörhead – On Parole (1977)
- The Batmen – The Batmen (1985)
- Civilisation Machine – Walk To The Sea (1985)
- The Sisterhood – Gift LP (1986)
- Motörhead – The Birthday Party (1990)
- Carl Groszman's White Lightning – Geraldine
- The Bowling Team – Serious
- Pink Fairies – Resident Reptiles (2018)
- Pink Fairies – Screwed up (2023)

## Publications
- Motörhead in and out - Entre autres histoires d'une vie exubérante, Lucas Fox, éditions Hors Collection (2025)  (ISBN 978-2701404530)